# Digipack

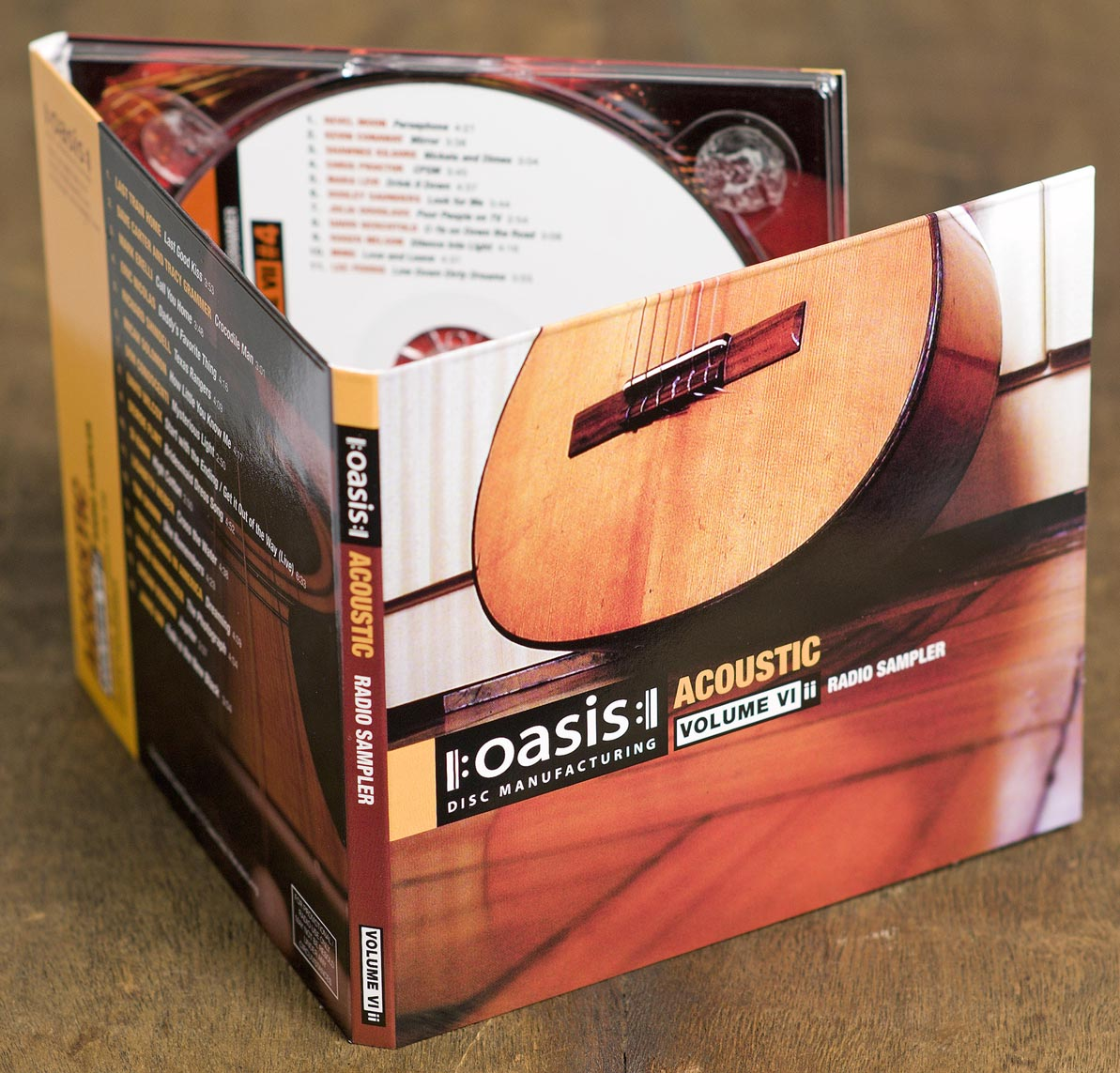
Exemple d'emballage digipack.

Le digipack, ou digipak, parfois digi-pak, est un modèle breveté d'emballage cartonné assorti d'un plateau pour CD ou DVD.

## Description
Le digipack est l'une des premières alternatives aux emballages plastiques (ou jewel case) utilisées par les grandes sociétés. Le terme digipack est souvent utilisé comme terme générique[pas clair].
L'emballage digipack est souvent utilisé pour les singles au format CD ou pour les éditions spéciales d'albums. Le DVD Digipak (DVDigipak) est un emballage de premier choix[pas clair] pour les DVD et coffrets DVD. Il résiste moins bien à l'usure qu'un emballage plastique, modèle appelé amaray[pas clair]. Il est cependant bien moins sujet aux craquelures.